# Sturnella lilianae
A Sturnella lilianae a madarak osztályának verébalakúak (Passeriformes) rendjébe, azon belül a csirögefélék (Icteridae) családjába tartozó faj.

## Rendszerezése
A fajt Harry Church Oberholser amerikai ornitológus írta le 1930-ban, a keleti réticsiröge (Sturnella magna) alfajaként Sturnella magna lilianae néven. Egyes szervezetek jelenleg is ide sorolják.

## Előfordulása
Az Amerikai Egyesült Államok délnyugati részén és Mexikó északi részén honos. Természetes élőhelyei a szubtrópusi és trópusi legelők és sivatagok.

## Megjelenése
Testhossza 20–22 centiméter, a hím testtömege 112,4 gramm, a tojóé 90,3 gramm.
|  |  |

## Életmódja
Valószínűleg rovarokkal és magvakkal táplálkozik.

## Természetvédelmi helyzete
A Természetvédelmi Világszövetség Vörös listáján nem szerepel.